# 메두사 (1978년 영화)
메두사(The Medusa Touch)는 영국에서 제작된 잭 골드 감독의 1978년 드라마, 미스터리, 스릴러 영화이다. 리차드 버튼 등이 주연으로 출연하였고 엘리엇 카스트너 등이 제작에 참여하였다.

## 출연

### 주연
- 리차드 버튼
- 리 레믹
- 리노 벤추라

### 조연
- 해리 앤드류즈
- 앨런 바델
- 마리 크리스틴 바롤트
- 제레미 브렛
- 마이클 홀든